# Aforament
Aforament és l'acció d'aforar és a dir reconèixer, pesar o mesurar gèneres o mercaderies.
Històricament el terme es refereix a finalitats fiscals per establir el pagament de drets de duana i fixar la tarifa que li és aplicable o l'import de l'exacció aranzelària.
Actualment el significat d'aforar és més ample i s'aplica a la determinació de qualsevol material sense importar amb quina finalitat es fa.
A causa d'interferències gramaticals del castellà sobre el català, sovint s'empra la paraula aforament com a sinònim de la capacitat d'encabir persones en locals públics.
En enginyeria es fan servir els aforaments per calcular quina quantitat de producte hi ha aproximadament. Per això es calcula el volum del producte i se'n determina la densitat per poder conèixer el pes total. Com sovint els productes estan emmagatzemats amb una forma irregular es redueix aquesta forma a volums regulars i s'apliquen les fórmules geomètriques corresponents que acabaran donant el volum total aproximat. Per exemple, en rius i canals s'empra una estació d'aforament.
En alguns casos si hi ha discussió sobre la quantitat de producte aforat es pot recórrer a tornar a pesar-lo.